# Patrick ter Mate
Patrick ter Mate (Wilp, 17 februari 1992) is een Nederlands voormalig voetballer die speelde als doelman. Tussen 2011 en 2024 was hij actief voor Go Ahead Eagles, Voorwaarts, NSC Nijkerk, DUNO en opnieuw Voorwaarts.

## Clubcarrière
Ter Mate doorliep de jeugdopleiding bij Vitesse, waar hij actief was in de Vitesse Voetbal Academie. In 2011 werd hij door Go Ahead Eagles aangetrokken als derde doelman. Deze rol vervulde hij ook de seizoenen erna. Op 2 februari 2014 kreeg hij de kans zijn debuut te maken in het profvoetbal. Coach Foeke Booy liet hem het uitduel bij N.E.C. keepen, bij afwezigheid van Stephan Andersen, die nog moest wachten op zijn overschrijving, en de geblesseerde Erik Cummins. De wedstrijd eindigde in 1–1. In 2014 maakte Ter Mate bekend te stoppen bij Go Ahead Eagles, omdat er geen uitzicht was op speeltijd. Ter Mate werd vervolgens door voormalig Eagles-speler Ronald Dekker naar amateurclub Voorwaarts uit Twello gehaald. Van 2015 tot 2017 kwam Ter Mate uit voor zaterdaghoofdklasser NSC Nijkerk. Medio 2017 ging hij naar DUNO. Begin 2022 verliet Ter Mate die club om in de zomer terug te keren bij Voorwaarts Twello. In de zomer van 2024 besloot de doelman op tweeëndertigjarige leeftijd een punt te zetten achter zijn actieve loopbaan.
Ter Mate was Nederlands jeugdinternational en maakte deel uit van de Nederlandse selectie op het WK –17 in 2009.

## Clubstatistieken
| Seizoen | Club            | Competitie     | Competitie | Competitie | Beker | Beker | Internationaal | Internationaal | Totaal | Totaal |
| Seizoen | Club            | Competitie     | Wed.       | Dlp.       | Wed.  | Dlp.  | Wed.           | Dlp.           | Wed.   | Dlp.   |
| ------- | --------------- | -------------- | ---------- | ---------- | ----- | ----- | -------------- | -------------- | ------ | ------ |
| 2011/12 | Go Ahead Eagles | Eerste divisie | 0          | 0          | 0     | 0     | —              | —              | 0      | 0      |
| 2012/13 | Go Ahead Eagles | Eerste divisie | 0          | 0          | 0     | 0     | —              | —              | 0      | 0      |
| 2013/14 | Go Ahead Eagles | Eredivisie     | 1          | 0          | 0     | 0     | —              | —              | 1      | 0      |
| Totaal  | Totaal          | Totaal         | 1          | 0          | 0     | 0     | 0              | 0              | 1      | 0      |